# Hamyeol-eup
Hamyeol-eup (koreanska: 함열읍) är en köping i kommunen Iksan i provinsen Norra Jeolla i den centrala delen av Sydkorea, 170 km söder om huvudstaden Seoul.